# رائد فارس
رائد فارس (عربی: رائد فارس؛ زاده ۶ دسامبر ۱۹۸۲) یک بازیکن فوتبال اهل فلسطین است.
وی همچنین در تیم ملی فوتبال فلسطین بازی کرده است.